# Windows Media服务
Windows Media服务 （ Windows Media Services, WMS ）是来自Microsoft的流媒体服务器，允许管理员生成流媒体（音频/视频），仅支持Windows Media、JPEG和MP3格式。 WMS是NetShow Services的后继产品。 
除了流式传输，WMS还具有缓存和记录流，强制执行身份验证 ，施加各种连接限制，限制访问，使用多种协议 ，生成使用情况统计信息以及应用前向错误更正 （FEC）的功能。 它还可以处理大量并发连接，使其适合内容提供者。 流也可以作为分发网络的一部分在服务器之间分布，其中每个服务器最终为不同的网络/受众提供源。 同时支持单播和多播流（多播流还使用专有的且部分加密的 Windows Media Station （* .nsc）文件，供播放器使用。 ）通常， Windows Media Player用于解码和观看/收听流，但是其他播放器也能够播放未加密的Windows Media内容（ Microsoft Silverlight ， VLC ， MPlayer等）。 
Windows Media服务的64位版本也可用于提高可伸缩性。 Windows Server 2003的可伸缩网络包增加了对网络加速和基于硬件卸载的支持，从而提高了Windows Media服务器的性能。 最新版本Windows Media Services 2008包括一个内置的WMS缓存/代理插件 （页面存档备份，存于） ，可用于将Windows Media服务器配置为缓存/代理服务器或反向代理服务器，因此它可以为其他Windows Media服务器提供缓存和代理支持。  微软声称，这些卸载技术将可扩展性几乎提高了一倍，从而使Windows Media服务成为业界功能最强大的流媒体服务器。 
Windows Media Services 2008不再包含在Windows Server 2008操作系统的安装文件中，而是可以免费下载。  Windows Server 2012也不支持此功能，而已将其替换为IIS Media Services 。 

## 发行
- NetShow Server 3.0（Windows NT 4.0） [6]
- NetShow Services 4.0（Windows NT 4.0 SP3或更高版本） [7]
- Windows Media Services 4.1（包含在Windows 2000 Server系列中，可从Windows的早期版本下载） [8]
- Windows Media Services 9系列（包含在Windows Server 2003 ，可与IIS 6一起使用）
- Windows Media Services 2008（可下载用于Windows Server 2008 ，与IIS 7一起使用）